# Эдлинг, Роксандра Скарлатовна
Графиня Рокса́на Скарла́товна Э́длинг (урождённая Сту́рдза; 1786—1844) — любимая фрейлина российской императрицы Елизаветы Алексеевны, близкая подруга и возлюбленная графа Каподистрии, светская львица одесского общества пушкинской эпохи. Внучка господаря Константина Мурузи, жена дипломата А. К. Эдлинга, сестра А. С. Стурдзы, двоюродная сестра господаря Михаила Стурдзы. Автор мемуаров.

## Биография
Графиня из очень знатного и богатого молдавского семейства, которое было родственным князьям Мурузи и другим, участвовавшим в борьбе христиан против турецкого гнёта. Её отец, Скарлат Стурдза, жил в Константинополе, занимал там видное служебное положение и умел влиять на Порту в пользу своих соотечественников. Однако после заключения Ясского мира положение его сильно пошатнулось, и он согласился на предложение русских дипломатов навсегда покинуть Турцию и эмигрировать в Россию. В 1792 году вся семья Стурдзы мигрировала в Петербург.
Жизнь в Петербурге оказалась для них трудной и слишком дорогой. Так как эмиграция расшатала их материальное благосостояние, они приняли решение поселиться в белорусском имении, расположенном в 30 верстах от Могилева-на-Днепре, купленном на последние деньги. Удалившись от политической деятельности и столичной жизни, Стурдзы занялись воспитанием своих пятерых детей. В то время их третьей дочери, Роксандре, шёл уже шестой год. До тех пор она была на попечении няни-гречанки, женщины религиозной и оказавшей в этом отношении огромное влияние как на Роксандру, так и на её младшего брата, Александра. С переездом в Белоруссию мать начала все большее внимание уделять Роксандре. Деревенский дом Стурдз, по словам Вигеля, напоминал академию: "В нем постоянно жили несколько человек преподавателей, среди которых особенное значение по своей образованности и влиянию на учеников имел выехавший вместе с семьёй из Турции Жан Жозеф Допан". В своих воспоминаниях графиня Эдлинг писала: «Уединенность нашего быта и влияние величавой северной природы сообщило нам какую-то мрачную восторженность, которая составляла странную противоположность с мягкостью и подвижностью нашего южного происхождения».
В 1801 года вся семья Стурдз переехала в Петербург для определения на службу старшего из сыновей, Константина, и для завершения образования остальных детей. Два первых года в столице прошли у Pоксандры скучно и однообразно. Но, позже, она вернулась обратно в деревню на 4 месяца и отметила в своих записках, что это тот период, когда она научилась «познавать ничтожество жизни». Религиозность, заложенная няней, продолжала развиваться благодаря влиянию искренне верующего отца и поддерживалась чтением сочинений в духе Клопштока. Она стала проникать «в таинства искупления, смерти и бессмертия». К тому же вели её и некоторые обстоятельства семейной жизни: умерла сестра. Тоску по ней она изливала на бумаге, и, по её словам, «к грусти её примешивалась некоторая сладость». Это характерное для эпохи настроение усилилось после самоубийства старшего брата Роксандры — Константина. Но, заботясь о родителях, братьях и сестрах, она стала душой дома, «всем для всех», как отзывался о ней впоследствии Александр Стурдза. Множество волнений, забот и печаль, которая овладела Роксандрой, стала подтачивать её здоровье. Стремясь отвлечь её чем-нибудь, родители решили занять её службой и устроили при Дворе фрейлиной. Обязанности её были не трудны: она появлялась при Дворе раз или два в неделю, а остальное время проводила в доме родителей. «Я чувствовала, — писала она, — что, не имея ни покровительства, ни богатства, ни замечательной наружности, я должна играть скромную роль. Я с горестью замечала, что наша семья оставалась чужой в России и что брат мой и сестра не будут иметь покровительства при вступлении в свет, если я не наживу себе благоприятелей».
Для начала Роксандра очень удачно снискала внимание воспитательницы царских детей графини Ливен, благодаря отзывам которой к ней стали благосклонны великие княжны. Затем она подружилась о женой адмирала Чичагова, в доме которого познакомилась и сблизилась со многими известными людьми: братьями графами де Местр, графом Каподистрия, Ипсиланти и другими. Ксавье де Местр подружился с Роксандрой и подолгу разговаривал с ней о вопросах философии, истории и политики: они сходились во всем, кроме религии. Ипсиланти был родственник Роксандры, а Каподистрия нашёл в ней горячую сторонницу любимой им идеи освобождения Греции от турецкого ига. Однако смерть Чичаговой и отъезд Каподистрия в Вену отдалили её от этого кружка. Кроме того, осложнились и семейные дела Стурдз: отец заболел, мать уехала в деревню, заботы о брате Александре были возложены на Роксандру, и она решила ради него просить места фрейлины при одной из императриц.
Отзывы графини Головиной и принцессы Тарант уже давно породили в душе Pоксандры восторженное преклонение пред императрицей Елизаветой Алексеевной, и хотя она легко могла устроиться при вдовствующей Марии Феодоровне, но сострадание влекло её к молодой государыне: «Я почитала её, — пишет Pоксандра, — несчастной; воображала, что она нуждается в женщине-друге и готова была посвятить себя ей». Летом 1811 года Роксандра переехала на жительство в Летний Дворец на Каменном Острове, и сразу же занялась вопросами внешней политики, которыми тогда увлекались все. Время, проведенное ею при государыне в качестве фрейлины (1811—1816 годы), самое важное в её жизни, а наблюдения, сделанные ею и занесенные в дневник, — самое ценное, что в нём есть. Хотя ей не удалось сблизиться с императрицей и стать её другом, однако она сумела привлечь к себе государыню настолько, что возбуждала ревность и зависть у другой фрейлины императрицы — Валуевой.
Эти черты характера и ценила в ней особенно императрица, но другие качества заметил и оценил император Александр І. Её живой и подвижный ум, впечатлительность, любознательность, веселость, разговорчивость и умение сказать кстати — сразу обратили на себя внимание императора, и очень часто, посещая свою супругу, Александр I подолгу разговаривал с её фрейлиной. Вскоре нашлась ещё область, в которой Роксандра могла обнаружить пред государем много понимания и знания. События, предшествовавшие 1812 году, возбудили в душе императора религиозные колебания, и в одном из разговоров с Pоксандрой он обнаружил их. Чуткость, с которой она к ним отнеслась, ещё более расположила его к ней. 
Наружностию её плениться было трудно: на толстоватом, несколько скривленном туловище была у неё коровья голова. Но лишь только она заговорит, и вы очарованы, и даже не тем, что она скажет, а единственно голосом её, нежным, как прекрасная музыка.
Теперь она пользовалась доверием и императрицы, и императора, и в душе её возникла мысль устранить существовавшую между ними холодность и вновь сблизить их. Мысль эта не покидала Pоксандру в течение всей службы её при Дворе, хотя она не раз убеждалась в том, что эта задача не по силам ей, так как, несмотря на все её старания, несмотря на милостивое внимание императрицы, Pоксандра чувствовала себя чужой.
В 1813 году ей удалось устроить дела отца, который в это время окончательно разорился, чему много способствовала война, и вследствие ряда тяжелых событий личной жизни был разбит параличом. Pоксандра, не желая обращаться к государю с непосредственной просьбой о помощи, воспользовалась тем обстоятельством, что письма придворных к иностранным дипломатам тайно вскрывали и докладывали государю. В письме к своему другу, австрийскому военному агенту при главной квартире, Роксандра подробно описала горестное положение её семьи. Письмо дошло до государя, и он пожаловал её отцу 10 тысяч годовой пенсии. Ещё раньше ей удалось очень хорошо устроить брата Александра при министерстве иностранных дел.
Пережив вместе с царской семьей тяжелые дни 1811—1812 годов, она разделила и дни славы и радости 1814 и 1815 годов. Хотя императрица в 1813 году. временно и охладела к ней, но все же решила взять её с собой за границу. 19 декабря 1813 года Роксандра выехала из России в Германию, где провела с императрицей три года, полных богатыми впечатлениями и интереснейшими наблюдениями: она видела Германию, восторженно встречавшую русских как освободителей Европы от ига Наполеона, и ту же Германию, уже ненавидевшую и Россию, и русских. В Веймаре Pоксандра познакомилась с графом Альбертом Каэтаном Эдлингом, будущим её мужем, который, впрочем, не произвел на неё сразу особенного впечатления. В это время её внимание и были привлечены другим. Вопросы религии по-прежнему были для неё господствующими: в Бадене она сблизилась с баронессой Крюднер и Юнгом-Штиллингом и исхлопотала последнему у императрицы, ввиду его крайней бедности, пенсион и 1000 червонцев на уплату долгов. Кроме религии, Роксандра продолжала интересоваться и делом освобождения Греции. Между нею и графом Каподистрия, жившим в Швейцарии, завязалась оживленная переписка, сначала по греческому вопросу, перешедшая затем к другим, более общим, и наконец приведшая к тому, что Каподистрия сделал Роксандре письменное предложение.
Прибытие Александра I в Бруксал было для Pоксандры очень благоприятно. Он явно для всех оказывал ей своё внимание и разговаривал с ней по целым часам. Она воспользовалась этим вниманием как для того, чтобы рекомендовать Александру I Каподистрия в качестве дипломата (государь обещал вызвать его в Вену на конгресс), так и для того, чтобы рассказать ему про баронессу Крюднер и Юнга-Штиллинга. Однажды государь сообщил Роксандре: «Сегодня утром я видел Юнга-Штиллинга. Мы объяснились как могли, по-немецки и по-французски; однако я понял, что у Вас с ним заключен неразрывный союз во имя любви и милосердия. Я просил его принять меня третьим, и мы ударили в том по рукам». Конечно, Роксандра поспешила заявить: «Но ведь этот союз уже существовал, государь!»
Из Бруксала Роксандра сопровождала царскую семью и на конгресс в Вену, где встретилась со своими родными и с Каподистрия. Она внимательно следила за ходом дел конгресса, старалась привлечь внимание Александра I к делам балканского полуострова, передала ему даже записку о греческом вопросе, но вызвала в императоре лишь неудовольствие против себя. Неудаче в делах соответствовала и неудача в любви. Каподистрия прибыл из Швейцарии в Вену явно недовольный приглашением на конгресс и относился к Роксандре далеко не с прежним вниманием. При одном из свиданий с ней он вручил ей перстень с изображением бабочки, сгорающей на огне. Она поняла это как намек на перемену их отношений, как отказ от предложения и взамен прежней любви обещала Каподистрия дружбу.
Из Вены Роксандра продолжала переписываться с Крюднер и, получив от неё одно пророческое письмо с предсказанием грядущей грозы и падения дома Бурбонов, сообщила о нём Александру І. Император заинтересовался пророчицей и выразил желание с ней познакомиться. Оно осуществилось, когда император после Венского конгресса был в Гейдельберге (в 1815 г.). Крюднер сопровождала государя и в Париж, где на её попечении был Александр Стурдза, и оттуда она переписывалась с Роксандрой. Пробыв с государыней за границей и проводив её в Россию, Роксандра в 1816 году уехала вновь в Германию, как думали — надолго, если не навсегда: она выходила замуж за графа Эдлинга, министра иностранных дел и гофмаршала Веймарского герцога. Императрица расставалась с ней неохотно, так как привязалась к жизнерадостной фрейлине, с которой провела немало веселых минут. Однако Роксандра недолго прожила за границей.
Совершив с мужем путешествие по южной Германии и по Италии, в 1819 году она прибыла в Петербург. При раздаче земель в Бессарабии ей было пожаловано 10 тысяч десятин земли, и она с мужем, видя, что при Дворе им не очень рады, решили поселиться в этом поместье, названном ими «Манзырь». В 1822 году они переехали на юг. Поместье оказалось в дикой, хотя и плодородной местности; просвещенность и трудолюбие Роксандры вскоре дали свои плоды: у их одинокой усадьбы выросли многолюдные колонии. Pоксандра искусственно оросила прежде безводные местности, создала культуру винограда и тонкорунных овец, словом, из Манзыря устроила полную земледельческую колонию, образцовую во всех отношениях, с церковью, садом, училищем и госпиталем. На землях Роксандры не было крепостных: она пользовалась исключительно свободным наемным трудом. Часть года она проводила в Одессе, и её дом был одним из центров просвещенного общества города. Широкая благотворительность привлекала к Роксандре любовь низших классов населения, и много учреждений связано с её именем. Особенно благотворна была её деятельность в годы чумы и холеры, посетивших наш юг.
В 1824 году Роксандра для лечения здоровья отправилась за границу, побывала в Германии и Франции и вернулась в 1825 году в Россию. Весь юг был занят путешествием императора, но до Pоксандры лишь в конце 1825 года дошли известия о его здоровье и о прибытии государыни. Получив их, она собралась в путь, но, прибыв в Таганрог 15 декабря, не застала Александра I в живых. Императрица ждала её давно, но присутствие Pоксандры после смерти Александра І казалось ей сначала тягостным и лишним. Первая же встреча показала императрице, что она неверно оценила деликатность своей прежней фрейлины: с необычайной чуткостью она коснулась самых больных мест души императрицы и сумела облегчить её горе. Особенно оценила она слова Pоксандры о покойном государе: «Jamais plus noble production n’etait sortie des mains de Dieu!». Pоксандра не провожала тела государя до столицы, она вернулась в Манзырь, где и провела большую часть остальной своей жизни. На склоне лет она ездила на Ближний Восток, но впечатления её от этого путешествия были тягостны. До конца своих дней Роксандра сохранила любовь к Греции и грекам, а равно и другим христианским народностям, жившим под игом турок, и картины их бедственного состояния, виденные ею на Востоке, причиняли ей много горя и страданий.
В 1829 году Роксандра принялась за составление своих воспоминаний, доведенных ею до 1825 года, то есть до смерти императора Александра І. Содержание их посвящено большей частью жизни царской семьи, особенно характеристике императора Александра І, и описанию главнейших исторических событий, свидетельницей которых она была. Тонкая наблюдательность, ум, изящество и красота изложения делают эти записки ценным источником для изучающего личность императора Александра І и лиц, его окружавших. Появление записок Pоксандры в 1887 году произвело огромное впечатление, так как во многом изменяло установившийся тогда взгляд на личность императора Александра І. Шильдер в своих трудах широко использовал эти записки, придавая им значение первостепенного источника при изучении жизни Александра I.
В 1843 году Роксандра овдовела, а 16 (28) января 1844 года умерла после продолжительной и тяжелой болезни. Похоронена на Воскресенском кладбище Одессы.